# Desulo
Desulo es una localidad italiana de la provincia de Nuoro, región de Cerdeña, con 2550 habitantes.

## Evolución demográfica
| Gráfica de evolución demográfica de Desulo entre 1861 y 2001 |
|                                                              |
| Fuente ISTAT - elaboración gráfica de Wikipedia              |